# Iglesia de Santiago (Jumilla)
La Iglesia de Santiago, Parroquia Mayor de Jumilla (Región de Murcia, España), es uno de los más importantes monumentos arquitectónicos de la ciudad. Declarada Monumento Nacional en el año 1931, no solamente por su belleza arquitectónica y por la rica imaginería que guarda en su interior, sino por ser el primer templo de gran cúpula sobre crucero construido en la Diócesis de Cartagena.
Esta iglesia se caracteriza porque en ella confluyen diferentes estilos arquitectónicos, debido al largo período de tiempo en el que se gestó su construcción. De igual forma en ella se dan ciertas peculiaridades que la hacen tan llamativa exteriormente, como pueden ser la existencia de una cúpula de estilo renacentista que a su vez se une al cuerpo gótico de la nave principal o la torre del campanario.

## Historia
La construcción de este templo coincide con el desplazamiento de los habitantes de la ciudad desde la colina del castillo hacia el valle, que a su vez es el momento del despegue económico de Jumilla. Desde el siglo XV que comenzó su construcción hasta el XIX, la iglesia ha sido objeto de diferentes reformas y mejoras. No se conoce a ciencia cierta la fecha de inicio de las obras, que algunos autores datan en 1447 y otros en 1454. En la primera fase de esta construcción se terminaría la nave central y las capillas laterales de estilo gótico flamígero. En el exterior, esta etapa queda reflejada en los arbotantes.
Ya en el renacimiento prosigue la obra, edificándose la cabecera, la sacristía vieja, la colecturía (donde se recogían las limosnas) y la puerta principal del lado sur. Luego transcurrió un período muy largo de más de un siglo sin avance alguno, hasta que en el siglo XVIII se abordó la construcción de una nueva torre de campanario. Se construyeron dos cuerpos de la misma utilizando muros de carga ya existentes, que quedaron demasiado débiles por lo que paró la construcción de nuevo. En 1728 el Cardenal Belluga ordenó que se concluyese la obra, aunque se hicieron ampliaciones hasta principios del siglo XIX.

## Exterior

### Portadas

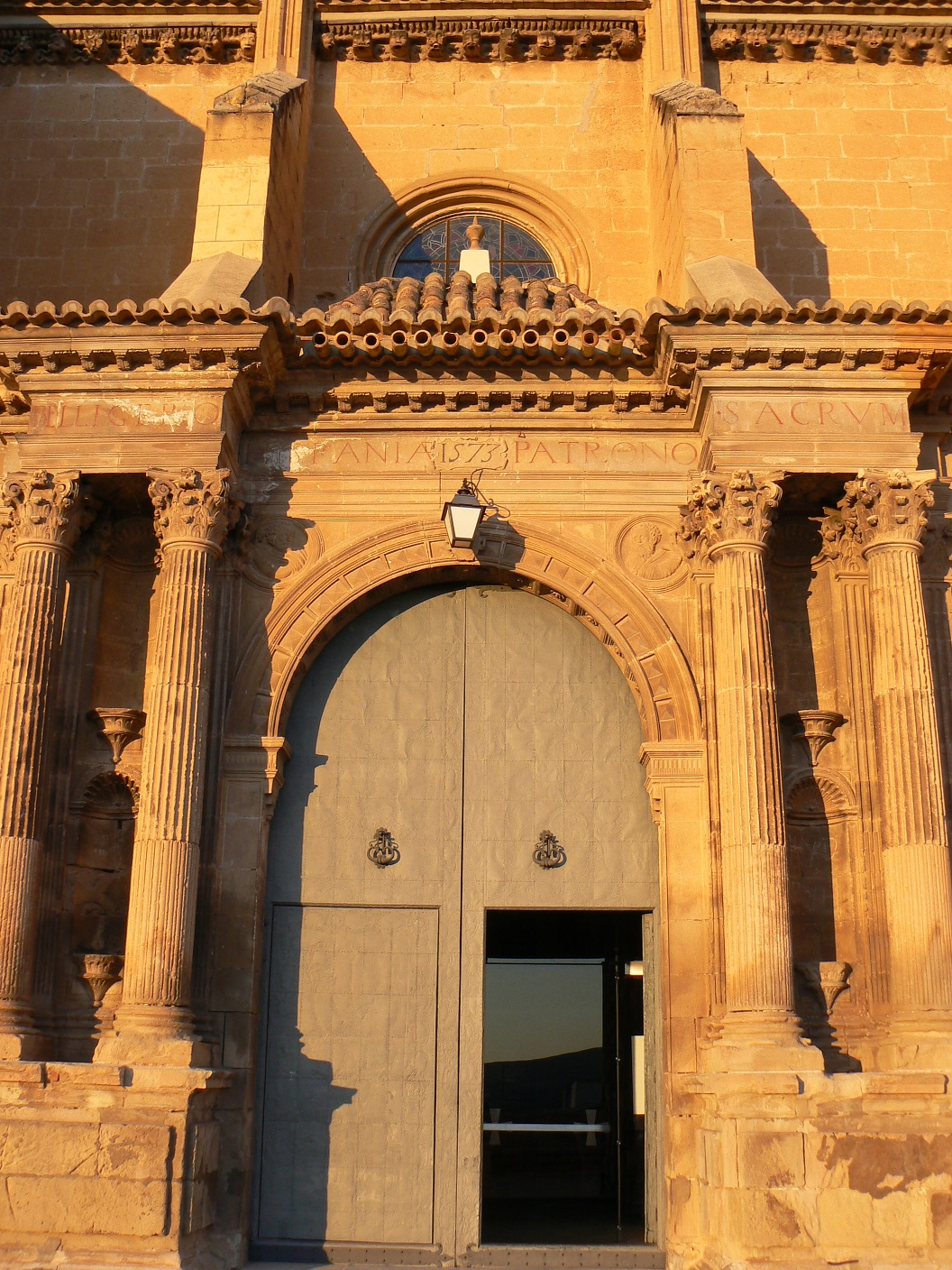
Portada principal renacentista de la iglesia de Santiago de Jumilla

El exterior cuenta con varias portadas. Una en el lado norte de grandes pilastras con capiteles compuestos, un frontón y arcos de medio punto con ventanales cuarteados, propios del neoclasicismo y otras dos en los pies de la nave de la misma época.
La puerta principal o del lado sur es de estilo renacentista, con una traza de tipo arco de triunfo, con un arco de medio punto sobre columnas de orden corintio, con hornacinas entre las mismas. Sobre el arco hay una gran cornisa en la que se lee la inscripción "Beligero Hispania Patrono Sacrum, 1573". Sobre los lados del arco hay dos medallones con los bustos de San Pedro y San Pablo.

## Interior
La nave central está compuesta por cuatro tramos de bóveda de crucería sobre ocho pilares compuestos de capitel corrido. Los nervios de la bóveda se reflejan con un marcado en la zona de unión, en la que se pueden apreciar unos sellos bellamente policromados con escenas de sagradas y santos. Algunos especialistas han llegado a señalar que la inspiración de esta decoración es mudejarista.
El espacio del claustro es de estilo manierista, sencillo y amplio en sus líneas.
La cabecera de la iglesia, donde se encuentra el Altar Mayor es trilobulada y respeta lo referido a las proporciones de la anterior fábrica gótica. La cúpula central y el crucero que se abre a los dos lados del altar, se asientan sobre dos medias cúpulas que recuerdan a la concha de Santiago, compañera en el camino de los peregrinos.

### Retablo Mayor
El retablo mayor es una valiosa obra de los hermanos Ayala del siglo XVI, de los mejores retablos renacentistas de la Región de Murcia. A pesar de diversas vicisitudes históricas que ha sufrido, todavía conserva la mayor parte de las esculturas que lo componen, destacando la del titular, el apóstol Santiago. El retablo representa la vida del Apóstol Santiago, contando con cuatro cuerpos: terrenal, mariológico, critológico y celestial; cada cuerpo cuenta con una serie de hornacinas flanqueadas por columnas, en estas hornacinas había imágenes de bulto redondo, la mayoría desaparecidas.
Está realizado empleando la artesanía de la madera, el dorado, policromías tradicionales así como estofas en oro fino.

### Coro
El coro está realizado con maderas nobles, naranjo y nogal, contando con cincuenta y ocho asientos y un órgano de tubos del siglo XVIII. En el centro del coro encontramos un facistorio. 
El coro está separado del resto de la iglesia por una fabulosa reja, obra del herrero jumillano Pascual Gómez. La fachada exterior del coro presenta amplios espacios separados por pilares de estilo jónico y un gran frontón que tiene como tema central el sol.

### Capillas
La capilla vieja debió de estar instalada a la izquierda del Altar Mayor y su construcción se le atribuye a Julián de Alamíquez, en la actualidad es donde se encuentra el Museo del Santo Sepulcro que guarda diversas imágenes procesionales. Podemos ver El Santo Yacente, Cristo Resucitrado y San Juan y la Virgen del grupo escultórico del Descendimiento, todas obras de José Planes; Jesús Prendido, de Ignacio Pinazo; San Pedro, de Juan González Moreno; Cristo de la Sentencia, de Santos de la Hera, y una magnífica cruz procesional de estilo sevillano, posiblemente del taller del Maestro Guzmán Bejarano.
En la capilla de la comunión podemos ver tres obras de Ignacio Pinazo: Virgen del Carmen, Santa María Magdalena y Virgen de la Soledad; en esta misma capilla se encuentran también las imágenes de Cristo Crucificado de la Expiación, obra de Santos de la Hera, Sagrado Corazón y Virgen de las Angustias.
Esta iglesia alberga un retablo, atribuido a Juan de Juanes, retablo de la Circuncisión y el Cristo de la Vida de José Planes.